# 渥太華河徑

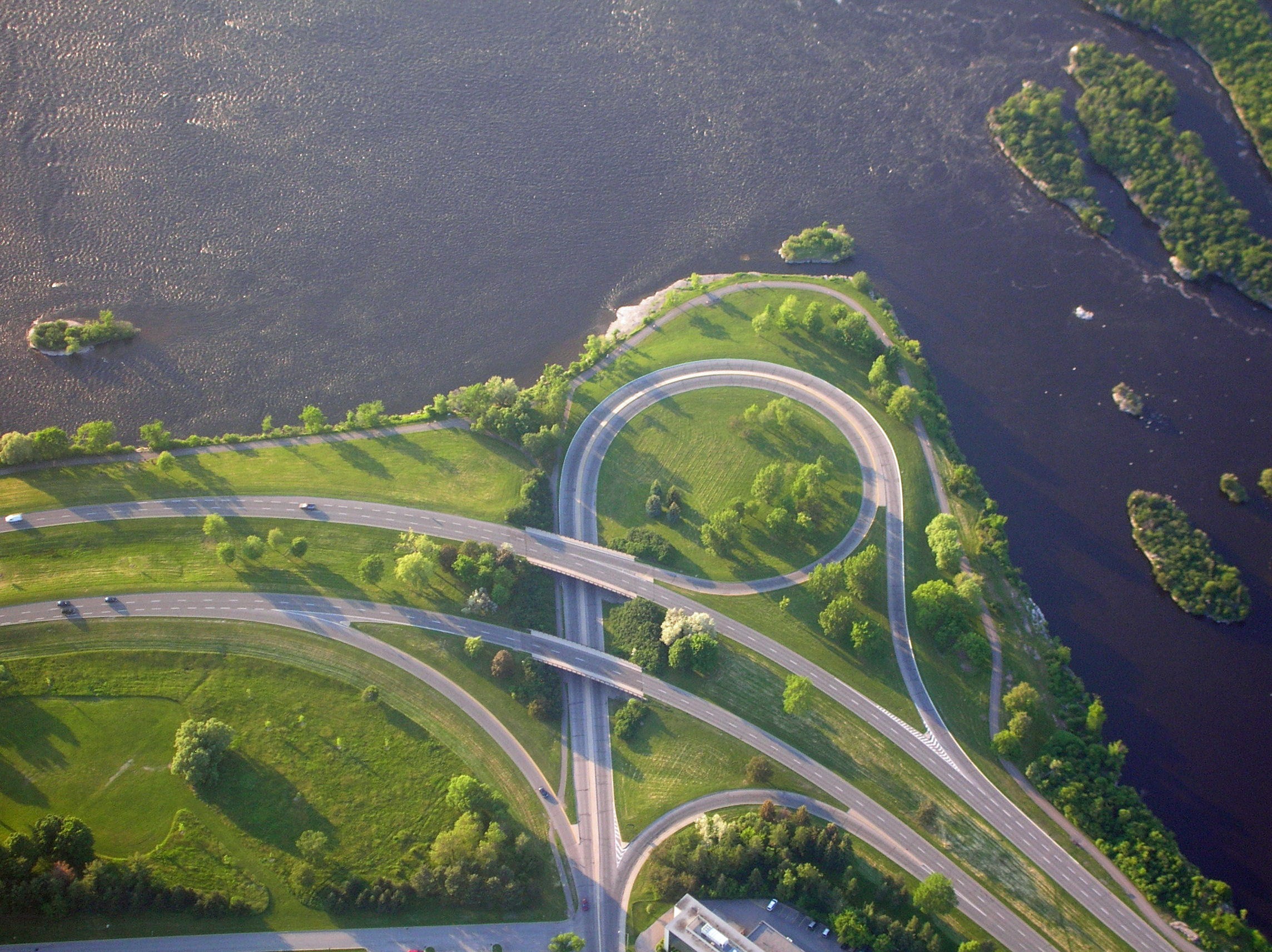
與柏杜路的交匯處

渥太華河徑（阿崗昆語：Kichi Zībī Mīkan /ˈkɪtʃiː ziːbiː ˈmiːkʌn/），前稱麥當勞徑（英語：Sir John A. Macdonald Parkway），是加拿大安大略省渥太華的一條四車道林蔭公路，位於渥太華河沿岸。該道路從卡靈路近干諾路（Connaught Avenue）處延伸至布夫街（Booth Street）近加拿大戰爭博物館及國立猶太人大屠殺紀念碑處。道路由國家首都委員會維護。車速限制為60每小時（37英里每小時）。單車可在道路上及其平行單車徑上通行。

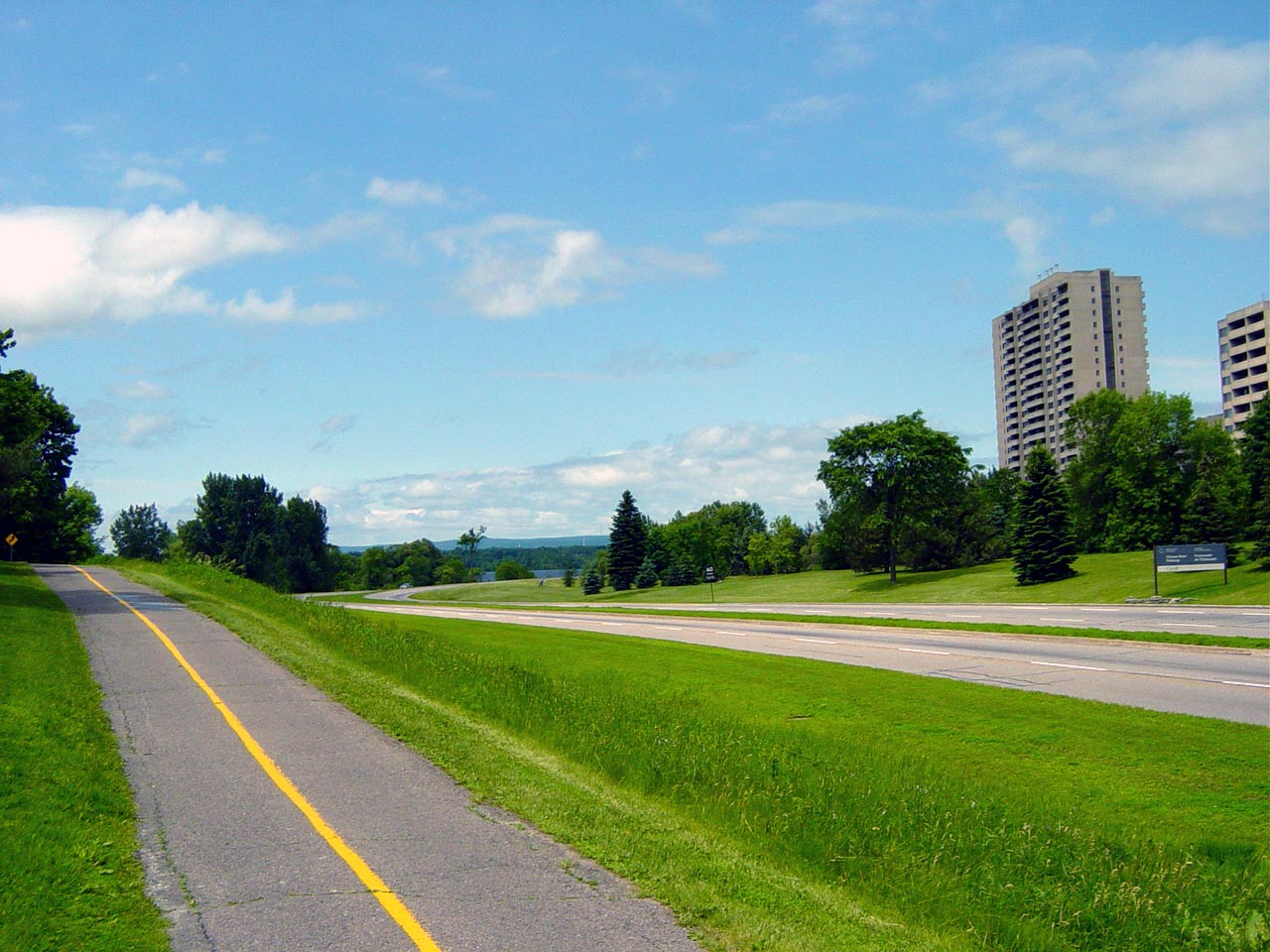
該公路旁的單車徑

## 外部連結
- Allston, David. . Kitchissippi Times.   [September 5, 2017]. （原始内容存档于2023-11-10）.